# Barmer Luftkurhaus

Luftkurhaus am Barmer Luftkurhaus

Das Barmer Luftkurhaus ist ein ehemaliges Gebäude in Wuppertal. Es entstand im Jahr 1892 gegenüber dem Barmer Toelleturm. Finanziert wurde es durch den Industriellen Adolf Vorwerk, der in der Nachbarschaft lebte und bereits 1888 für seine Familie ein „Luftkurhaus“ genanntes Ferienhaus erbaut hatte. Das Barmer Luftkurhaus diente zugleich als Hotel, als Café und als Restaurant und verfügte über große Gesellschaftsräume. Der Architekt ist nicht genau bekannt; vermutlich war es ein Mitglied der Familie Conradi, nach deren Plänen mehrere Gebäude in Wuppertal erbaut wurden. Im Jahr 1927 wurde das Luftkurhaus anlässlich des 100-jährigen Jubiläums der Firma Vorwerk von Carl Conradi umgestaltet.
Beim großen Luftangriff auf Barmen am 30. Mai 1943 wurde das Luftkurhaus schwer beschädigt und brannte aus. Ein Wiederaufbau nach dem Weltkrieg wurde verworfen, da es nicht mehr zeitgemäß erschien. Bis 2007 lag das Gelände an der Ecke Hohenzollernstraße/Adolf-Vorwerk-Straße brach und barg noch einige Reste der alten Anlage. Im Jahr 2008 ist das Gelände mit Wohnhäusern bebaut worden.